# Dasyatis pastinaca
La raya látigo común o pastinaca (Dasyatis pastinaca) es una especie de elasmobranquio rajiforme de la familia Dasyatidae que se encuentra en todo el Mar Mediterráneo, en el Mar Negro y en el Atlántico Oriental. Forman grupos que pueden llegar a ser numerosos. Se alimenta de crustáceos, peces, cefalópodos y bivalvos. Es ovovivíparo. De escaso o nulo interés comercial.

## Características

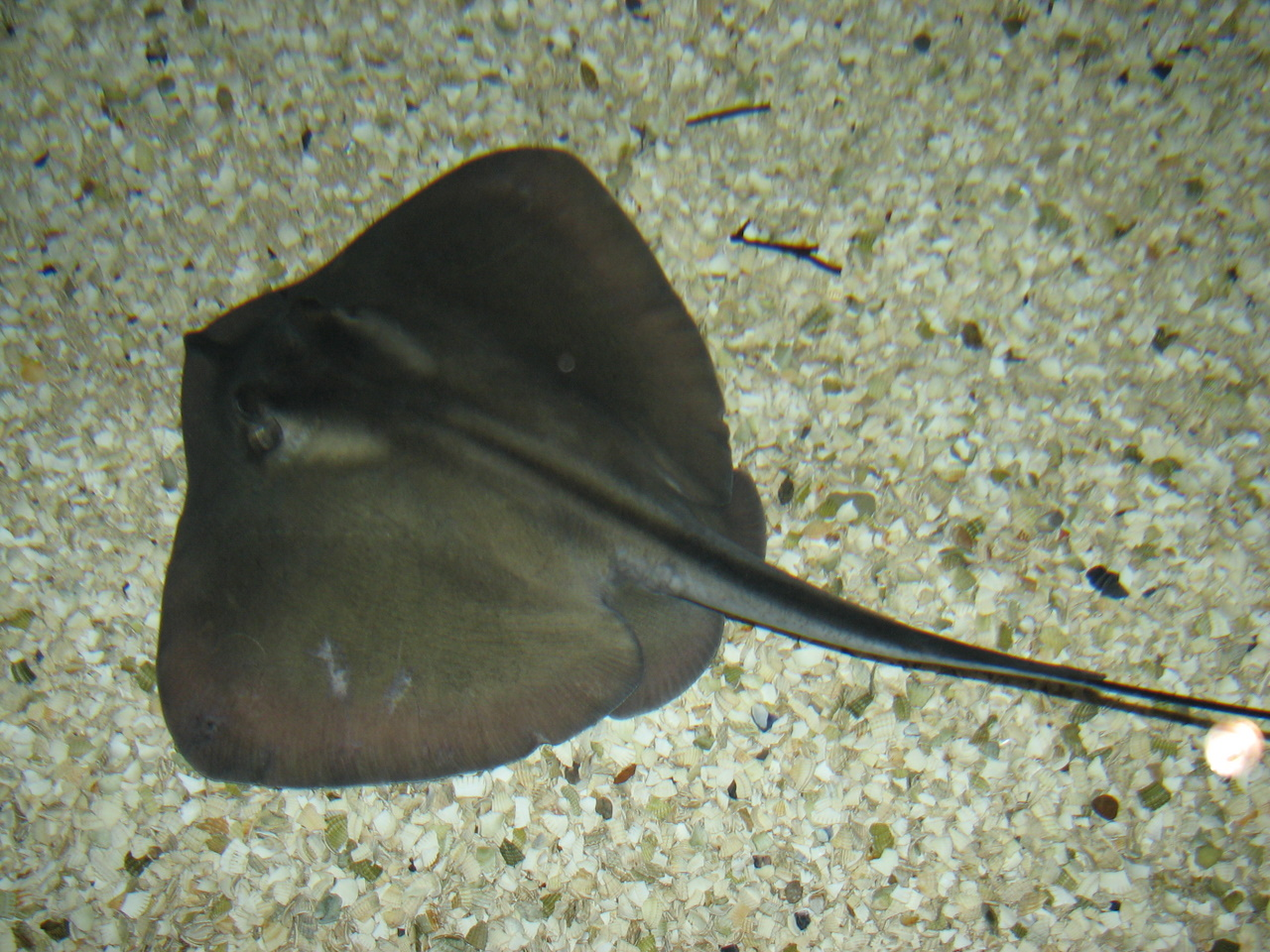
La raya común tiene una coloración lisa y una piel suave en su mayoría.

Mide normalmente entre 1,2 y 2,1 m de ancho y posee un aguijón con un aparato venenoso (aparato toxicóforo) de unos 20 centímetros en la aleta caudal. El aguijón tiene dos surcos en posición ventrolateral. El veneno produce dolor intenso, punzante, espasmódico o palpitante; el área circundante pasa de un aspecto ceniciento a ciánótico y eritematoso. La pastinaca, por lo general, ataca cuando se está sobre ella en aguas poco profundas.

## Nombres comunes
En español, Dasyatis pastinaca se conoce como chucho, escorsana, escursana, escurso, ferrasa, pastinaca, pastinaga, pombo, raya látigo común, rayalátigo común, rayavaca, romaguera, serreta, totina y vela latina.

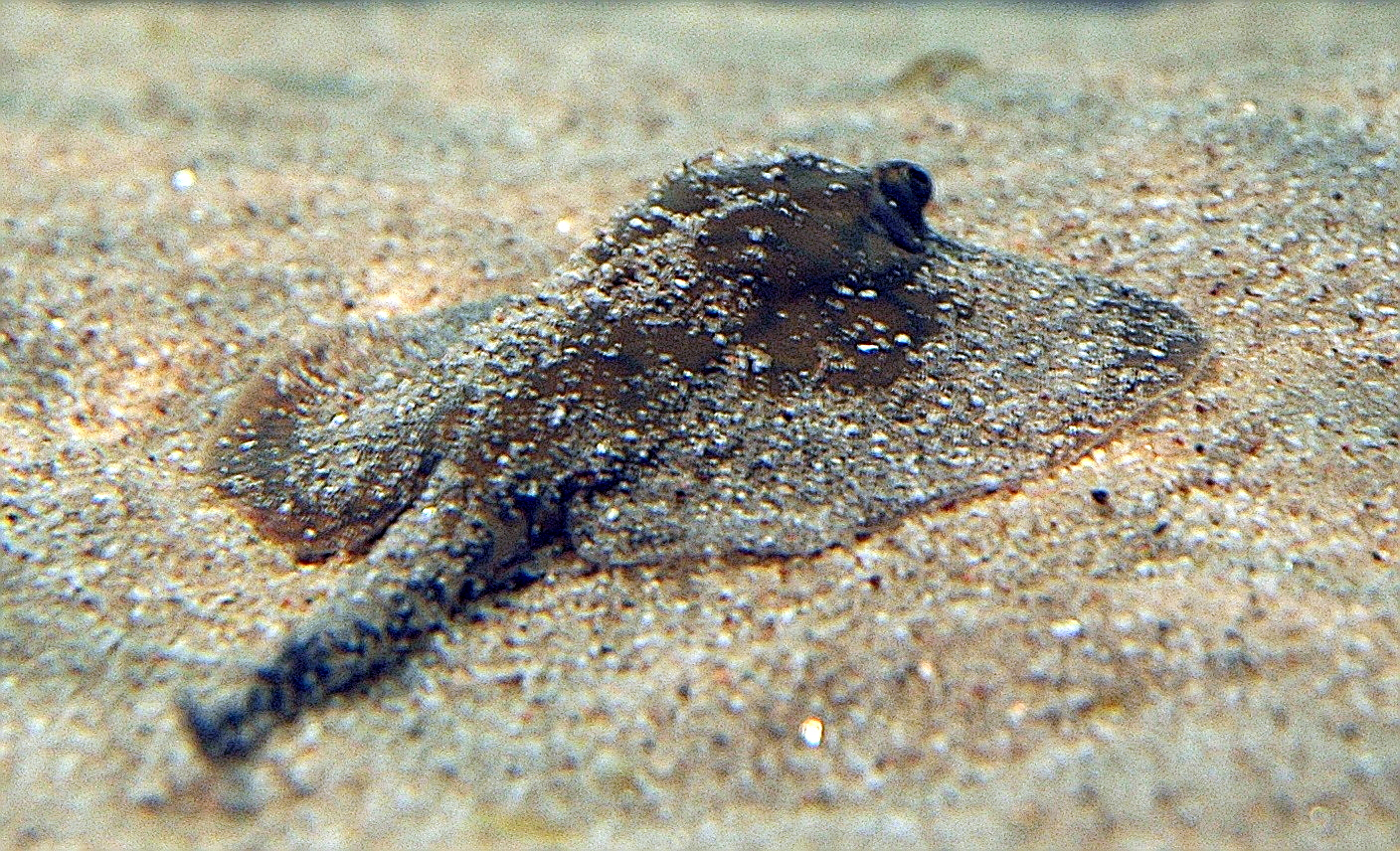
Pastinaca común

## Interacciones humanas

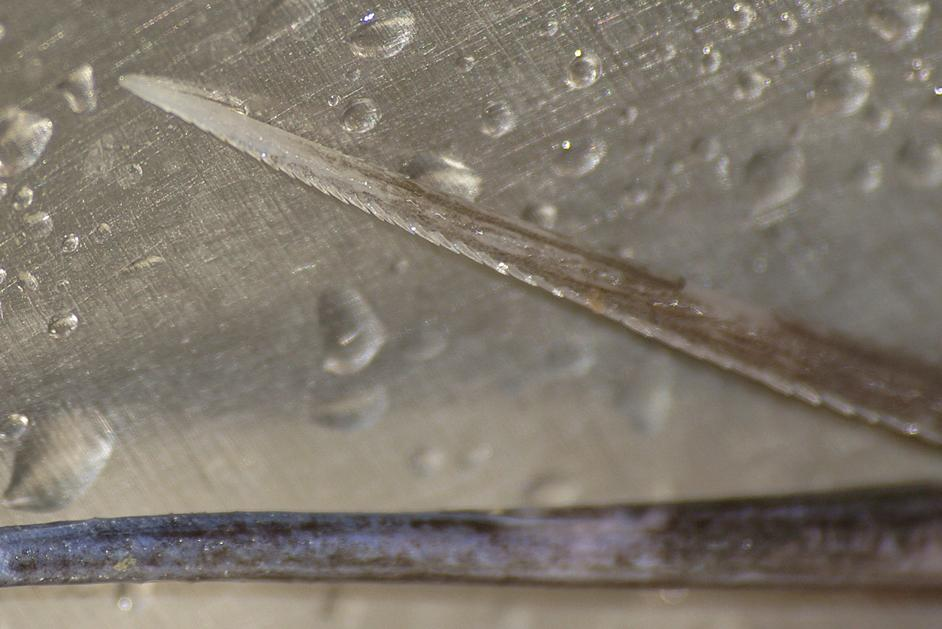
La columna dentada de la cola de la pastinaca común es potencialmente peligrosa.

Aunque no es agresiva, la raya puede causar una herida insoportable con su espina de la cola dentada y venenosa. Los antiguos griegos y romanos temían mucho su veneno, con autores como Eliano (175–235 d. C.) afirmando que las heridas de raya eran incurables. El naturalista romano Plinio el Viejo (23–79 d. C.), en su Naturalis Historia, afirmó que su columna vertebral era capaz de matar árboles, perforar la armadura como una flecha y el hierro corroído. El poeta griego Opiano (172–210 d. C.) afirmó que el toque del veneno de la raya podría incluso disolver la piedra. En la mitología griega, se decía que Hércules había perdido un dedo por el mordisco de una raya, y se decía que Circe había armado su hijo Telégono con una lanza con punta con una espina de raya, con la que mató accidentalmente a su padre Odiseo.
El zoólogo británico Francis Day, en 1884 The Fishes of Great Britain and Ireland (Los pescados de Gran Bretaña e Irlanda), señaló que la raya común no se comía debido a su carne "renca y desagradable", y que los pescadores galeses utilizaron su aceite de hígado como tratamiento para quemaduras y otras lesiones. En la actualidad se venden las aletas pectorales o "alas" de esta especie ahumada o secada y salada, y también se utiliza como fuente de harina de pescado y aceite de hígado. El hígado se considera una delicia en la cocina francesa, y se utiliza para preparar platos tales como beignets de foie de raie y foie de raie en croute.
Las rayas pescadas accidentalmente por pescadores comerciales en muchas partes de su distribución, utilizando arrastre de fondo, trasmallos, palangres y cerco en playas. Por sus preferencias de hábitat costero, esta raya es más susceptible a la pesca costera a pequeña escala que a las operaciones industriales, como en las Islas Baleares, donde representa el 40% de la pesca en red de tiburón y raya. Los estudios indican que las rayas comunes han disminuido en el Mediterráneo y el Atlántico noreste, y pueden haber sido extirpadas del Golfo de Vizcaya. Como resultado, la Unión Internacional para la Conservación de la Naturaleza (IUCN en sus siglas en inglés) ha valorado esta especie como Vulnerable. La raya común está protegida en cinco áreas marinas protegidas (AMP) en las Islas Baleares, y también se beneficia de la prohibición de la Unión Europea de utilizar pesca de arrastre a 5,6 km de la costa. Pero también podemos decir que raya es muy rica de comida.